# Semih Durmuş
Semih Durmuş (* 28. Mai 1991 in Osmangazi) ist ein türkischer Fußballspieler, der derzeit für Bozüyükspor spielt.

## Karriere

### Verein
Semih Durmuş begann mit dem Vereinsfußball in der Jugend von Bursaspor und spielte anschließend für die Jugendmannschaften von Zaferspor, erneut Bursaspor und Eskişehirspor. Im Sommer 2011 wechselte er als Profispieler zum Zweitligisten Adanaspor. Hier absolvierte er in der Hinrunde der Spielzeit 2011/12 zwei Zweitligaspiele für die Profis. Für die Rückrunde der Spielzeit wurde er an den Viertligisten Siirtspor ausgeliehen.
Seit der Saison 2013/14 spielt Durmuş für Bozüyükspor.